# Omar Nelson Bradley
Omar Nelson Bradley, ameriški general, * 12. februar 1893, † 8. april 1981.
General armade Bradley je bil med 2. svetovno vojno eden od glavnih kopenskih poveljnikov Kopenske vojske ZDA v Severni Afriki in Evropi. 
Bil je tudi zadnji preživeli nosilec čina generala armade in prvi načelnik Združenega štaba Oboroženih sil ZDA.

## Življenje
Rodil se je v revni družini očetu učitelju. Izobrazbo je pridobil v bližnji okolici in se je hotel vpisati na Univerzo Missourija, vendar so mu svetovali naj se vpiše na vojaško akademijo West Point. Na sprejemnih izpitih je bil prvi v svojem okolišu, tako da je 14. junija 1911 vstopil v Vojaško akademijo ZDA in 12. junija 1915 diplomiral kot 44. v letniku ter 5356. diplomiranec v zgodovini West Pointa.
Dodeljen je bil 14. pehotnemu polku in avgusta 1918 nato 19. pehotni diviziji. Med letoma 1920 in 1924 je učil matematiko na West Pointu, ter končal več vojaških tečajev in šol. 
Med drugo svetovno vojno je bil sprva poveljnik Fort Benninga (februar 1941–februar 1942), poveljnik 82. pehotne divizije (februar–junij 1942) in poveljnik 28. pehotne divizije (junij 1942–1943). 
Aprila 1943 je postal poveljnik 2. korpusa in se z njim bojeval v Severni Afriki. Oktobra istega leta je postal poveljnik 1. armade in z njo sodeloval v bojih za Normandijo. Julija 1944 je prevzel poveljstvo 12. armadne skupine. Med 1949 in 1953 je bil načelnik Združenega štaba oboroženih sil ZDA.
Po njem je poimenovan:
- M2 Bradley
- M3 Bradley
- Omar N. Bradley - Nagrada za duh neodvisnosti

## Napredovanja
- ? - poročnik
- ? - nadporočnik
- 1917 - stotnik
- avgust 1918 - nazivni major
- september 1918 - stotnik
- 1924 - major
- 1936 - podpolkovnik
- polkovnik - preskočil čin[5]
- februar 1941 - brigadni general
- ? - generalmajor
- ? - generalporočnik
- 22. september 1950 - general

## Odlikovanja
- Army Distinguished Service Medal (z tremi hrastovimi listi)
- Navy Distinguished Service Medal
- srebrna zvezda
- legija za zasluge
- bronasta zvezda
- Mexican Border Service Medal
- World War I Victory Medal
- American Defense Service Medal
- European-African-Middle Eastern Campaign Medal
- World War II Victory Medal
- Army of Occupation Medal
- National Defense Service Medal